# 罗兰喷泉
罗兰喷泉，有时被称为马西米兰喷泉（Maximiliánova fontána）是斯洛伐克布拉迪斯拉发最有名的喷泉 ，以及该市的重要地标之一。它位于布拉迪斯拉发老城的主广场。
罗兰喷泉是由匈牙利王国国王马克西米利安二世在1572年下令修建，以提供公共水源。喷泉顶部是一尊马克西米利安雕像，将其描绘为一位身穿全副盔甲的骑士，由大师A. Lutringer雕刻。它目前的外观可能远非其原始外观，因为它已历经数次改建和重建。然而，它的受欢迎程度仍然没有改变，仍然是市中心最受欢迎的会面点之一。许多传说都以这个喷泉为中心，其中大多数都说到马克西米利安为该市的保护者。